# Nikki Stoneová
Nicole „Nikki“ Stone (* 4. února 1971, Princeton) je bývalá americká akrobatická lyžařka. Na olympijských hrách v Naganu roku 1998 vyhrála závod v akrobatických skocích, jakožto vůbec první americký sportovec (na stejných hrách ji brzy napodobil Eric Bergoust). Vyhrála zlato pouhých 18 měsíců po pádu, během nějž si pohmoždila míchu, což vedlo lékaře k domněnce, že už možná nikdy nebude lyžovat. Ze stejné disciplíny má rovněž titul mistryně světa, z roku 1995. Ze světového šampionátu má i bronz (1999). Má dva malé křišťálové glóby za celkové boulařské vítězství ve světovém poháru (1995, 1998), jednou byla druhá (1999), dvakrát třetí (1993, 1994). Jednou uspěla i v souboji o velký křišťálový glóbus, tedy o celkové vítězství ve světovém poháru akrobatického lyžování (1998), jednou byla druhá (1999). Vyhrála v seriálu světového poháru 11 závodů, 32krát stála na stupních vítězů. Čtyřikrát se stala mistryní USA (1993, 1994, 1995, 1998). V roce 2002 byla uvedena do americké Národní lyžařské síně slávy.
V roce 1997 vystudovala obor psychologie na Union College v Schenectady. Posléze získala též magisterský titul v oboru sportovní psychologie na University of Utah. Poté začala pracovat jako motivační řečník doma i v zahraničí. Během svých vystoupení srovnává úspěchy v lyžování a ve světě byznysu. Stone také spolupracuje s olympijským výborem Spojených států amerických a s neziskovými organizacemi, jako je Make-A-Wish Foundation nebo Streets to Sports. Žije v Park City se svým manželem Michaelem Spencerem a jejich dvěma dětmi.